# Fönícia
Fönícia (föníciai nyelven: ) egy ókori civilizáció Kánaán északi részén, mely a mai Libanon nagy részét valamint Izrael, Szíria és Palesztina egyes területeit foglalta magába. Föníciai kultúráról a tengeri népek pusztítását követően (i. e. 1400 körül) beszélhetünk, és kb. i. e. 700-ig tartott. Az ezt megelőző időszak a kánaánita kultúra. A föníciai nép főleg tengeri kereskedelemmel foglalkozott, az ókor leghíresebb hajósai voltak.

Fönícia térképe

## A név eredete
A Fönícia név a görög Phoiniké (ógörögül: Φοινίκη) névből ered a latin Phoenice alakon keresztül. A latin nevet eredetileg ugyanúgy ejtették, mint a görögöt, de a magyar nyelvben az erasmista kiejtés alapján honosodott meg. A görög név Kadmosz testvére, Phoiniksz nevéből származik, a föníciai népet a görögök phoinik néven nevezték. A legrégebbi névalak talán Homérosznál maradt fenn, aki a phaiak hajósokról beszél Alkinoosz és Nauszikaa lakhelyén. A név a korai magyar fordítások miatt phaják, illetve phaiák alakban ismertebb.
Fönícia említése már a lineáris B írásban is feltűnik „po-ni-ki-jo” formában. Ugyanebből származik a karthágóiak poeni (punok) neve, és közel áll a legendás Punt névalakhoz is. Az egyiptomiak fnḫ.w néven ismerték a népet, a földrajzi egységet viszont sokféleképpen nevezték.

## Földrajz
A föníciai kultúra területe mintegy 350 km hosszan terült el Akkon városától (délen) az Orontész folyó torkolatáig (északon), és mintegy 40 km szélességben az Antilibanon hegységtől a Földközi-tenger partjáig. Ez a régió földrajzilag igen tagolt, nagyrészt hegyvidék. A tengerparti keskeny földsávot leszámítva kevéssé volt alkalmas a mezőgazdasági termelésre. Ezért esőztető művelésű kertkultúrás apró falvak alakultak ki, amelyek először halásztelepekké alakultak, majd a tengeri kereskedelem jelentette a felemelkedés útját.
Létezett egy keskeny szárazföldi átjáró a tenger és a szíriai sivatag között, mely Föníciát összekötötte délen Egyiptommal Izraelen és a Sínai-félszigeten keresztül. Valamint összeköttetésben állt északon Kis-Ázsiával valamint keleten Mezopotámiával az Eufráteszen keresztül. Ez a terület gazdag kereskedelmi csomópont volt, melyet hatalmas birodalmak vettek körül.

## Városai
Föníciának a történészek az i. e. 1. évezred vége után kialakuló levantei városkirályságok rendszerét nevezik. Egységes állam sose jött létre Föníciából, a városok mindvégig megtartották különállásukat, bár szoros kapcsolat jellemezte őket. Sziklás hegyek által elválasztott városállamokból állt, melyek között a közlekedés tengeri úton történt. Fönícia jelentős városállamai a következők voltak: Arvád, Akko, Akkra, Türosz, Szidón, Büblosz, Berütosz és Aradosz. A föníciai jellegzetességek kialakulását két körülmény tette lehetővé: egyfelől a nagy birodalmak (Hatti és Egyiptom) hanyatlása, másfelől a tengerhajózás hatalmas fejlődése, amely lehetővé tette a nyílt tengeri utazást, így a kereskedelem súlypontja a kikötőkre tevődött. Nem tudni, vajon a föníciaiak önálló etnikumként tekintettek-e önmagukra. Városállamaik politikailag önállóak voltak.

## Történelem

### Fönícia öröksége
A föníciai kultúra jeles örökséget hagyott hátra a későbbi civilizációkra, melyből kiemelendő a kapcsolatlétesítés a Mediterráneum kultúrái között, a kereskedelmi jogrendszer alapjainak lefektetése, és a föníciai írásrendszer.

## Kultúra
A föníciai nép nagyban hozzájárult a Mediterráneum civilizációi közötti kapcsolatrendszer kiépítéséhez, így ezek művészetei között is kölcsönhatást létesített, de önálló, nagy kultúrát nem hozott létre.
A föníciai kultúra nagyon jelentős volt abban a korszakban, melyben létrejött, sajnos azonban nagyon kevés emlék maradt ránk ebből. Létezéséről főként a velük érintkezésbe lépő kortárs népek leírásaiból tudunk, az asszíroktól, babiloniaktól, és később a görögöktől ránk maradt írásokból. Ezeket az írásokat azonban önkényesen manipulálták a szerzők, mivel e népek a föníciaiak riválisai és ellenségei voltak. Ezenkívül tanulmányozhatjuk kultúrájukat a Szidón és Türón által létesített városok romjain Szardínián, Andalúziában, és mindenekelőtt Cipruson.
A föníciai irodalom képviselője volt Ilumilku, Philón Bübliosz és Szankhuniathón. Irodalmi alkotás volt az Aqhat-költemény és a Baál és Anat eposz.

## Hajózás, felfedezések
A föníciaiak kiváló hajósok voltak. A hajókat, melyeket használtak, saját maguk készítették, nagy mesterségbeli tudásról adván számot. Ezek tették lehetővé a tengeri kereskedelem terén elért hatalmas fejlődésüket. Két fajta hajót építettek: egy könnyű, jól irányítható hajót négyzet alakú vitorlával és két sor evezővel, valamint egy nagyobbat és súlyosabbat, nagyobb rakományok számára. Ezeknek két négyzet alakú vitorlájuk volt, egy nagyobb középvitorla, mely állítható volt és egy kisebb, fix orrvitorla. Az állítható középvitorla tette lehetővé a különböző irányú szelek felhasználását. Általában nappal hajóztak, a part közelében, az éjszakát a homokos partokon felállított táborokban töltötték.
Amennyiben éjjel is hajózniuk kellett, úgy a kháldeusoktól tanult csillagászati ismereteikre támaszkodtak, a Sarkcsillag alapján tájékozódtak, melyet az ókorban Föníciai Csillagnak neveztek. A tájékozódás művészetében való jártasságuk és hajóépítő mérnökeik mesterségbeli tudása lehetővé tette, hogy utazásaik során ne ismerjenek határokat. A görög történetíró, Hérodotosz szerint i. e. 595 körül Afrikát is körbehajózták II. Nékó fáraó megbízásából, ami egy valódi, minden előzmény nélküli hőstett volt, amit csaknem kétezer év után tudott az utókor megismételni.
A föníciaiak megtettek olyan legendás tettet is, az utazás a zsidó Salamon király felkérésére a mitikus Ofír országába, melyet Türón királya, I. Hirám vitt végbe.
A föníciaiak eljutottak Indiába, a mai Nagy-Britanniába, egyes források szerint még Amerikába is eljuthattak, bár ezek a források történelmi szempontból kétségesek. Az azonban szinte bizonyos, hogy a Kanári-szigeteket, Madeirát és az Azori-szigeteket ők fedezték fel, és ezek a szigetek a partoktól távol vannak az Atlanti-óceánban.  Sokan vannak, akik védelmükbe veszik az álláspontot, mely szerint a föníciaiak fedezték fel Amerikát, maga Kolumbusz Kristóf is teljesen meg volt győződve ennek lehetőségéről. Ennek a lehetősége annál is inkább fennáll, mivel a föníciaiak rendelkeztek hasonló kapacitású hajókkal, mint a XV. század végén a spanyolok. Azonban máig nem rendelkezünk kétséget kizáró bizonyítékkal Amerika föníciaiak által történt korai felfedezésére.

## Kereskedelem és ipar

### A tengeri kereskedelem kialakulása és fejlődése
A tengeri kereskedelem volt a föníciaiak fő gazdasági tevékenysége. Ebbe éppúgy beletartozott a saját készítésű áruk cseréje, mint a más népek által előállított cikkek szállítása.
A földrajzi adottságok lehetővé tették kikötők létesítését, az erdők fája pedig alapanyagot adott számukra a hajóépítéshez, ezáltal hajózási társaságokat szervezhettek. Az egyik ilyen társaságot maga I. Dárajavaus, a perzsa király szerződtette az i. e. 5. században.
Szintén náluk fejlődött ki a thalaszokrászia intézménye, azaz a tengeri telepeket létesítő és működtető hatalom, amely lehetővé tette számukra a Mediterráneum kereskedelme feletti ellenőrzést.

### A közvetítő kereskedelem

Föníciai kereskedelmi útvonalak térképe

A közvetítő kereskedelem nagy hasznot hozott. A kiinduló állomáson saját árut tettek hajóra, melyet egy meghatározott kikötőbe szállítottak, és ott más árura cseréltek, majd azt egy harmadik kikötőbe vitték, ahol megismétlődött a művelet, és ezt addig folytatták, míg végül vissza nem értek a kiinduló kikötőbe. A teljes utazás több évig is eltartott.
A föníciaiak utazásai, felfedezései elsősorban tisztán kereskedelmi célúak voltak, luxuscikkekért cserébe alapanyagot hoztak haza, elsősorban fémet. Sok előzetes munka kellett egy kereskedelmi kapcsolat kialakításához. Általában a hajóval megközelítettek egy homokos partszakaszt és az evezősök ide hordták ki az árut. Ezután meggyújtottak egy jelzőfáklyát, és visszatértek a hajóra, majd várták a helyi lakosok válaszát. Ezek a föníciai áru mellé letették a homokba amit ők kínáltak cserébe, és kicsit eltávolodtak a parttól. A föníciaiak ismét partra szálltak, és megállapították, hogy árujukért cserébe megfelel e a helyiek által felkínált áru. Ha megfelelt, akkor magukhoz vették a helyiek áruját, és visszaszálltak a tengerre. Ha nem voltak megelégedve vele, akkor visszamentek a hajóra és ott várták, hogy a helyiek emeljék a cserébe kínált árumennyiséget. Ez addig folytatódott, míg a helyiek annyi árut nem kínáltak, amennyivel a föníciaiak már elégedettek voltak. Az árucsere ezen helyein a föníciaiak idővel kereskedelmi telepeket hoztak létre.
Arábiában főleg fűszereket, mirhát, aranyat és egzotikus drágaköveket tettek hajóra, Asszíriában porcelánt, elefántcsontból készült tárgyakat Kínából származó selyemvásznat és pamutszövetet szereztek be, míg Indiából különleges fűszereket hoztak. A Fekete-tenger vidékéről és az Ibériai-félszigetről lovakat hoztak, az Égei-tenger vidékéről pedig márványt, mellyel kielégítették az ismert világ összes hatalmasságának és királyának szeszélyeit, akik ebből építették palotáikat. Egyiptomból lenvásznat vittek, valamint nagy mennyiségű gabonát, mint századokkal később a rómaiak, akiknek Egyiptom volt birodalmi gabonaraktáruk.

### A tengerek urai
A föníciaiak akkora tengeri hatalmat értek el, hogy szinte monopolizálták a tengeri útvonalakat az összes ismert tengeren, ami felébresztette riválisaik irigységét. Kivételes helyzetük megőrzése miatt kereskedelmi, ipari, navigációs és hajóépítési ismereteiket olyannyira őrizték, hogy ha titkaik megőrzése azt kívánta, akkor elsüllyesztették hajójukat és elhagyták gyárukat. Emellett az ókor nagy rémhírterjesztői is voltak, akik riválisaik elijesztése végett történeteket gyártottak tengeri szörnyekről, katasztrófákról, hajótörésekről, s ezek még a középkorban is félelmet keltettek.

### Szárazföldi kereskedelem
Bár a föníciaiak elsősorban hajós népként váltak ismertté, szárazföldi kereskedelmet is folytattak, tevekaravánok segítségével. Ezek a végtelen hosszúságú tevekaravánok, drága és keresett árucikkeket szállítottak a föníciai városok és a keleti nagy városok között, valamint Afrika nagy homoksivatagján keresztül Karthágó és a sivatagi oázisok között.

### Kézműipar
A kézműipari termékek kereskedelmével nagyban hozzájárultak az ipari fejlődéshez, mely még a társadalomra is hatással volt, kialakítva az ipari arisztokráciát és a munkásosztályt.
Az ipar szoros kapcsolatban volt a művészettel, a kereskedelemmel és a hajózással. A gyárak és műhelyek alig tudták kielégíteni a megnövekedett igényeket, ami a gyártásmennyiség növeléséhez és így a fajlagos költségek csökkenéséhez vezetett, ami folyamatosan növelte a hasznot.  Mindenféle terméket előállítottak a föníciai gyárak, így például a Szidónban előállított  finom üvegáru minősége felülmúlta az eredeti egyiptomit. Szintén kiemelkedőt alkottak ékszerek, vasból és bronzból készített iparművészeti termékek, sőt a különböző vallások isteneinek szobor és mellszobor gyártásában, de gyártottak egyszerű használati eszközöket, vázákat, üvegárut, arany, ezüst és bronz tárgyakat is.

### Kolóniák

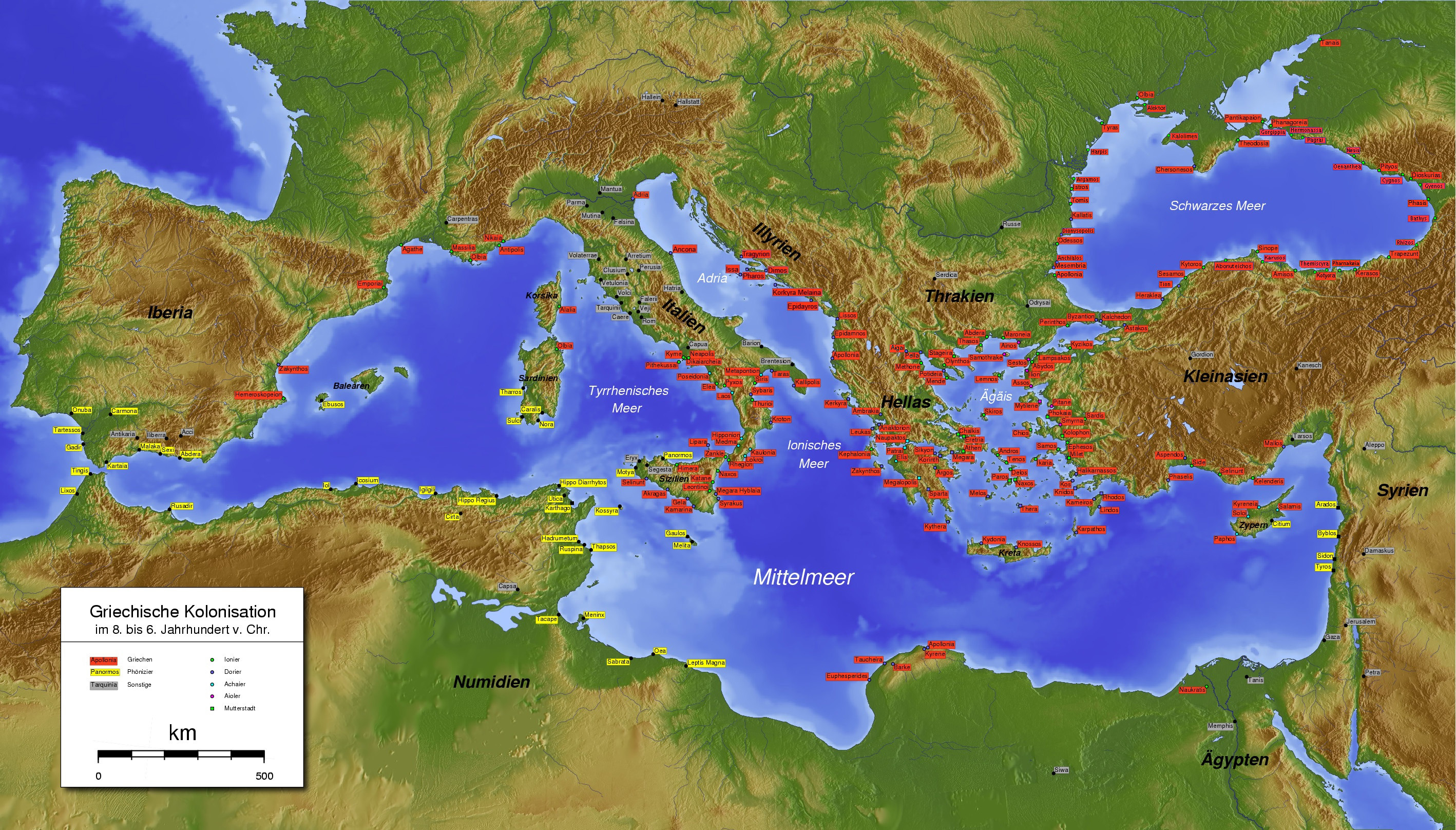
Föníciai és görög kolóniák térképe, kb. ie. 350 körüli időkről (német feliratokkal)

A föníciaiak nem hódítottak területeket, mint más ókori terjeszkedő népek, hanem a partvidék arra alkalmas helyein kereskedelmi telepeket hoztak létre az árucikkek felvételére, elhelyezésére és raktározására.
Számos ilyen telep volt a Mediterráneum partvidékén, az atlanti partokon és Afrika nyugati partjain.
A koncessziókat már meglévő városok számukra kijelölt részén hozták létre, miután erre vonatkozóan a helyi uralkodókkal egyezséget kötöttek. Néhány városban egész negyedeik voltak óriási piacokkal, melyek egészen olyanok voltak, mint Szidón, Büblosz vagy Türón.
A kolóniákat jó kereskedelmi lehetőségekkel rendelkező területek stratégiai pontjain létesítették. A kolóniák létrehozása során a templomokat mindig az elsők épületek között építették fel. Szintén létesítettek kolóniákat olyan városok mellett, ahol rendelkeztek koncesszióval, például az egyiptomi Memphisz mellett.
A föníciaiak szerettek kolóniákat telepíteni olyan helyeken, ahol a helyi társadalmi-politikai hatalom gyenge volt, mégpedig azért, hogy amikor rabszolgákat ejtenek, kis ellenállásba ütközzenek a bennszülöttek részéről. Néhány föníciai kolóniából később fontos város vált, például Ródoszon, Krétán vagy Máltán, de föníciai kolóniából keletkezett Gadir vagy Karthago is.
A föníciai faktóriumok, melyek néhány házból és raktárból álltak valamely kikötésre alkalmas hely közelében az egész Mediterráneumban megtalálhatóak voltak Gibraltártól egészen Ázsia és a Fekete-tenger partjaiig. Ezek periodikus kapcsolatban álltak a föníciai hajókkal és állandó kereskedelmi szálak fűzték őket a bennszülött lakossághoz.

### Mezőgazdaság
Bár a mostoha földrajzi viszonyok megnehezítették a mezőgazdasági termelést, a föníciaiak maximálisan kihasználták a föld adta lehetőségeket és még a hegységek lejtőit is megművelték. Libanon erdői lehetővé tették a fakitermelést.

## Fordítás
- Ez a szócikk részben vagy egészben  a   Fenicia című spanyol Wikipédia-szócikk fordításán alapul.  Az eredeti cikk szerkesztőit annak laptörténete sorolja fel. Ez a jelzés csupán a megfogalmazás eredetét és a szerzői jogokat jelzi, nem szolgál a cikkben szereplő információk forrásmegjelöléseként.
- Ez a szócikk részben vagy egészben  a   Phoenicia című angol Wikipédia-szócikk fordításán alapul.  Az eredeti cikk szerkesztőit annak laptörténete sorolja fel. Ez a jelzés csupán a megfogalmazás eredetét és a szerzői jogokat jelzi, nem szolgál a cikkben szereplő információk forrásmegjelöléseként.